# Sidi Belloua
Pour les articles homonymes, voir Belloua.
Sidi Belloua ou Sidi Bélloua est un village typique de Grande Kabylie situé sur la montagne Redjaouna qui surplombe la ville de Tizi Ouzou en Algérie.

## Localisation
Le village de Sidi Belloua se situe au centre de la Wilaya de Tizi Ouzou.

## Hydrologie
En février 1921, à la demande du maire de Tizi Ouzou, J. Savournin, professeur de Géologie, est venu visiter les sources et le puits artésien du massif de Sidi Belloua.
Il en avait tiré la certitude qu'il existait une importante nappe artésienne au pied du Mont Redjaouna, dont jaillissait la source de Tala Allam, et qu'il serait possible à peu de frais amener l'eau à jour pour l'alimentation de la ville de Tizi Ouzou.
Au mois de juin 1921, M. Houtmann, chef cantonnier communal, avait découvert à Sidi Belloua une source qui présentait un débit suffisant pour alimenter la population de la ville des genêts.
Il avait été ainsi décidé de capter l'eau de cette source dite « Aïn Kharouba » عين خروبة pour améliorer les captages antérieurs dans cette région kabyle.
Alors que la ville de Tizi Ouzou s'approvisionnait en eau jusqu'en 1921 en grande partie du Oued Sebaou, les travaux de construction d'une galerie souterraine ont été entamés à partir de septembre 1921 de "Aïn Kharouba عين خروبة" jusqu'au centre-ville de Tizi Ouzou.

## Histoire
Durant la période coloniale, plusieurs caïds se sont succédé à la tête de Sidi Belloua.
Le caïd de Sidi Belloua était Saïd Slimani jusqu'au 15 mars 1901, décédé après sa retraite et enterré le 5 mars 1924.
En effet, c'est le caïd Rahman Arezki qui a remplacé le caïd Saïd Slimani au douar Sidi Belloua à partir du 15 mars 1901.
Un autre caïd (président) du douar Sidi Belloua était M. Madhiou, chevalier de la Légion d'Honneur, décédé le 29 novembre 1921.
En 1914, c'était M. Oumen Kacha qui était caïd (amin) du douar Sidi Belloua.
Le village de Sidi Belloua était administré par une djemaa qui est une structure administrative coutumière ancestrale en Kabylie.

### Djemaa du 14 juin 1925
|     | Nom        | Prénom              | Fonction                  |
| 1er | Aït Amar   | Ali ben Ali         | Amin (Président)          |
| 2e  | Cheick     | Ali ben Mohamed     | Propriétaire              |
| 3e  | Souibès    | Ahmed ben Amar      | Amin                      |
| 4e  | Kouroughli | Chaabane ben Saïd   | Industriel                |
| 5e  | Belhocine  | Amar ben Saïd       | Propriétaire              |
| 6e  | Hammoutène | Ahmed ben Lounès    | Propriétaire (Secrétaire) |
| 7e  | Amirouche  | Amar ben Saadi      | Propriétaire              |
| 8e  | Touhami    | ben Rabah           | Amin                      |
| 9e  | Haddaoui   | Meziane ben Amar    | Amin                      |
| 10e | Sidhoum    | Ahmed ben Mohamed   | Propriétaire              |
| 11e | Sebaïhi    | M'hamed ben Ahmed   | Propriétaire              |
| 12e | Bounar     | Mahieddine ben Amar | Propriétaire              |
| 13e | Asma       | Ahmed ben Mohamed   | Propriétaire              |
| 14e | Zidane     | Mohamed ben Saïd    | Propriétaire              |
| 15e | Malki      | Akli ben Ahmed      | Amin                      |
| 16e | Fredj      | Ahmed ben Mohamed   | Propriétaire              |

Amar Belhocine (ben Saïd), membre de cette djemaa de Sidi Belloua, est le père du caïd Mohamed Belhocine.

## Hôpital
L’hôpital de Sidi Belloua, ex-sanatorium, a été construit au début des années 1950 sur les hauteurs de Tizi Ouzou.
La rénovation de cet hôpital avait commencé en juillet 2006 pour remettre en service cette immense et vieille structure sanitaire dont les entrailles n’étaient que ruine contrairement à l’aspect extérieur qui avait conservé une apparence majestueuse, notamment sur le plan architectural.
Cette importante rénovation visait aussi de permettre l’ouverture de nouveaux services: oncologie, bloc opératoire et gynécologie.

## Téléphérique
Le projet en cours du téléphérique de Sidi Belloua est d’une longueur totale de 5,4 km pour 120 cabines, comportant six gares dont quatre intermédiaires.
Ce projet a été attribué au profit de la société française Poma, qui s’est associée avec une l’entreprise algérienne de génie civil, Bapiva, en plus de l’assistance de la société Travomed, et cet élégant moyen de transport sera réceptionné en 2016.
Ce téléphérique reliera la gare multimodale (routière et ferroviaire) de Kef Naadja et Bouhinoune à la Haute Ville de Tizi Ouzou, pour un débit horaire de 2.000 personnes, puis reliera la Haute Ville de Tizi Ouzou à l’hôpital Sidi Belloua (1.000 personnes/heure), ensuite il reliera l’hôpital Sidi Belloua et le village de Redjaouna situé en hauteur (550 personnes/heure).